# Katie Holmes

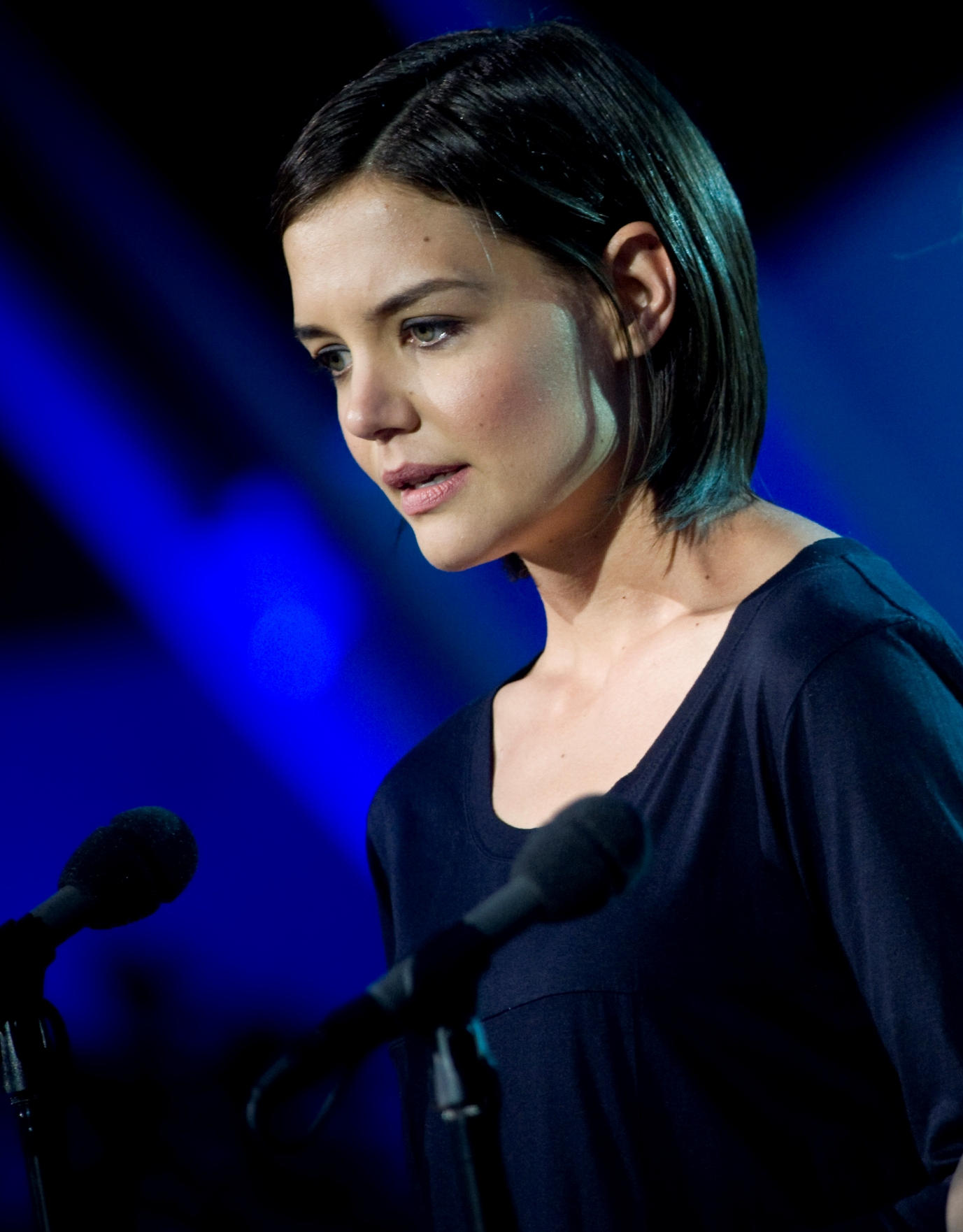
Katie Holmes in Washington, D.C. (2009)

Kate Noelle „Katie“ Holmes (* 18. Dezember 1978 in Toledo, Ohio) ist eine US-amerikanische Schauspielerin, Filmregisseurin und -produzentin. Bekannt wurde sie in ihrer erst zweiten Fernsehrolle als Joey Potter in der Fernsehserie Dawson’s Creek. Sie spielte unter anderem in den Kinofilmen Tötet Mrs. Tingle!, Nicht auflegen! und Batman Begins, außerdem 2008 in Arthur Millers Stück All My Sons am Broadway.

## Leben und Karriere
Holmes wurde katholisch getauft. Sie ist die jüngste Tochter von Kathleen A. und Martin Joseph Holmes und hat vier Geschwister, Tamera (* 1968), Holly Ann (* 1970), Martin (* 1970) und Nancy Kay (* 1975). Ihr Vater ist Scheidungsanwalt. Sie wuchs in einem Stadtteil von Lucas County in Ohio auf. Sie besuchte, wie ihre Mutter, die Mädchenschule Notre Dame Academy in Toledo, Ohio. Im St. John’s Jesuit, einer benachbarten Jungenschule, trat sie in verschiedenen Musicals auf, unter anderem als Kellnerin in Hello, Dolly! und als Lola in Damn Yankees.
Mit 14 Jahren erhielt Holmes Unterricht in einer Modelschule in Toledo. Die Leiterin der Modelschule, Margaret O’Brien, meldete sie 1996 zu einem Talentwettbewerb an, der sie nach New York City führte. Im Rahmen des Wettbewerbs wurde ein Talentsucher auf Katie Holmes aufmerksam, der sie zum Vorsprechen nach Los Angeles einlud. In Los Angeles erhielt sie die kleine Rolle der Libbets Casey in dem 1997 in Cannes ausgezeichneten Film Der Eissturm (Originaltitel: The Ice Storm) neben Sigourney Weaver, Tobey Maguire, Elijah Wood und Christina Ricci. Danach lehnte sie die Titelrolle der Buffy Summers in Buffy – Im Bann der Dämonen ab, um die Highschool zu beenden, sandte aber später ein Heimvideo als Bewerbung für die Rolle der Joey Potter in Dawson’s Creek ein. Der Produzent der Serie, Paul Stupin, sagte später, als er das Video sah, wusste er, dass Katie Holmes Joey Potter sei. In der Serie, die zwischen 1998 und 2003 produziert wurde, erhielt Holmes diese Rolle, die ihr den Durchbruch und internationale Anerkennung brachte.
2008 brachte Holmes als Designerin zusammen mit Jeanne Yang ihre erste Modelinie Holmes & Yang heraus. 

### Schauspielkarriere
Ihre erste Hauptrolle hatte Holmes in dem Film Tötet Mrs. Tingle! (1998), einem Thriller des Scream-Autors Kevin Williamson über drei Jugendliche, die von ihrer Lehrerin ungerecht behandelt werden. Als sie sie zur Rede stellen wollen, eskaliert die Situation. Holmes erhielt für diese Rolle einen MTV Movie Award als beste Newcomerin. Ihre eigene Meinung zu dem Film war allerdings: „Einfach furchtbar.“ 1999 spielte sie in Doug Limans Film Go eine desillusionierte Supermarktangestellte. Go ist ein Episodenfilm, der eine Geschichte aus drei unterschiedlichen Perspektiven erzählt. Das verbindende Element ist ein Drogendeal, der harmlos beginnt, durch das Mitwirken von Undercovercops, verschiedenen Gangstern und die Unerfahrenheit der beteiligten Hauptfiguren jedoch außer Kontrolle gerät.
In Die WonderBoys (2000) nach dem gleichnamigen Roman von Michael Chabon hatte Holmes nur eine kleine Rolle (sechseinhalb Minuten war sie im Film zu sehen). Sie spielte eine talentierte Studentin, die ihrem Professor Grady Tripp (Michael Douglas) nachstellt. In dem Film The Gift – Die dunkle Gabe (2000) spielte sie das genaue Gegenteil von Joey Potter aus Dawson’s Creek, ein reiches Mädchen, das mit jedem ins Bett steigt – angefangen von einem Frauen schlagenden Soziopathen (Keanu Reeves) über einen Staatsanwalt (Gary Cole) bis hin zu ihrem späteren Mörder (Greg Kinnear). Regie führte Sam Raimi, die Hauptdarstellerin war Cate Blanchett. In Abandon (2002), geschrieben vom Oscargewinner Stephen Gaghan, war Holmes eine mörderische Collegestudentin namens Katie. Dieser Film kam in Deutschland nicht ins Kino, er lief ausschließlich bei Premiere.
In Nicht auflegen! spielte Holmes 2002 die Geliebte eines windigen Geschäftsmannes, gespielt von Colin Farrell, und in The Singing Detective 2003 neben Robert Downey Jr. und Mel Gibson eine Krankenschwester. Ihre nächste Hauptrolle hatte sie in Pieces of April – Ein Tag mit April Burns (2003), in dem sie als Punkmädchen zu sehen war, das zu Thanksgiving Besuch von ihrer biederen Familie bekommt. In First Daughter – Date mit Hindernissen (2004) war sie die Tochter des Präsidenten (weitere Hauptdarsteller: Michael Keaton als ihr Vater und Marc Blucas als ihr Leibwächter und Verehrer).
2005 spielte sie in Batman Begins die junge Staatsanwältin Rachel Dawes, die mit Bruce Wayne bereits seit ihrer Kindheit eng befreundet ist. Für diese Rolle war sie für den Saturn Award als beste Nebendarstellerin, zugleich aber auch als schlechteste Nebendarstellerin für eine Goldene Himbeere nominiert. In der Fortsetzung The Dark Knight trat sie nicht mehr auf, stattdessen übernahm Maggie Gyllenhaal die Rolle. 2006 spielte sie in der Filmversion von Christopher Buckleys Satire Thank You for Smoking eine Reporterin, die einen Tabaklobbyisten (gespielt von Aaron Eckhart) verführt, um ihre eigene Karriere voranzutreiben.
2011 spielte sie in dem Fernsehmehrteiler Die Kennedys die Präsidentengattin Jackie Kennedy. Die Sendung war in den USA umstritten, die Ausstrahlung wurde von mehreren Sendern abgelehnt. Dennoch gewann die Reihe vier Emmys, Holmes erhielt Kritikerlob für ihre Schauspielleistung. 2017 trat sie in der Fortsetzung Die Kennedys: After Camelot erneut in dieser Rolle in Erscheinung. 
Von November 2012 bis Januar 2013 übernahm Holmes am Broadway in Theresa Rebecks Stück Dead Accountants eine Hauptrolle. Das Stück erhielt gemischte bis schlechte Kritiken und wurde nach weniger als zwei Monaten wieder abgesetzt.
Ihr Regiedebüt All We Had (2016) feierte beim Tribeca Film Festival Premiere. Das Filmdrama, in dem sie die Hauptrolle der Rita Carmichael spielte, produzierte sie auch selbst. 2022 wurde ihre zweite Regiearbeit, die Tragikomödie Allein mit dir, die während der Corona-Pandemie spielt, veröffentlicht. Erneut spielte Holmes auch die Hauptrolle und gab zudem ihr Debüt als Drehbuchautorin. Auch bei ihrem nächsten Film, Rare Objects (2023) zeichnete sie sich für Drehbuch, Regie, Produktion und Hauptrolle verantwortlich. 

### Persönliches
Holmes verlobte sich Anfang 2004 mit ihrem langjährigen Freund Chris Klein, von dem sie sich allerdings im folgenden Jahr trennte.

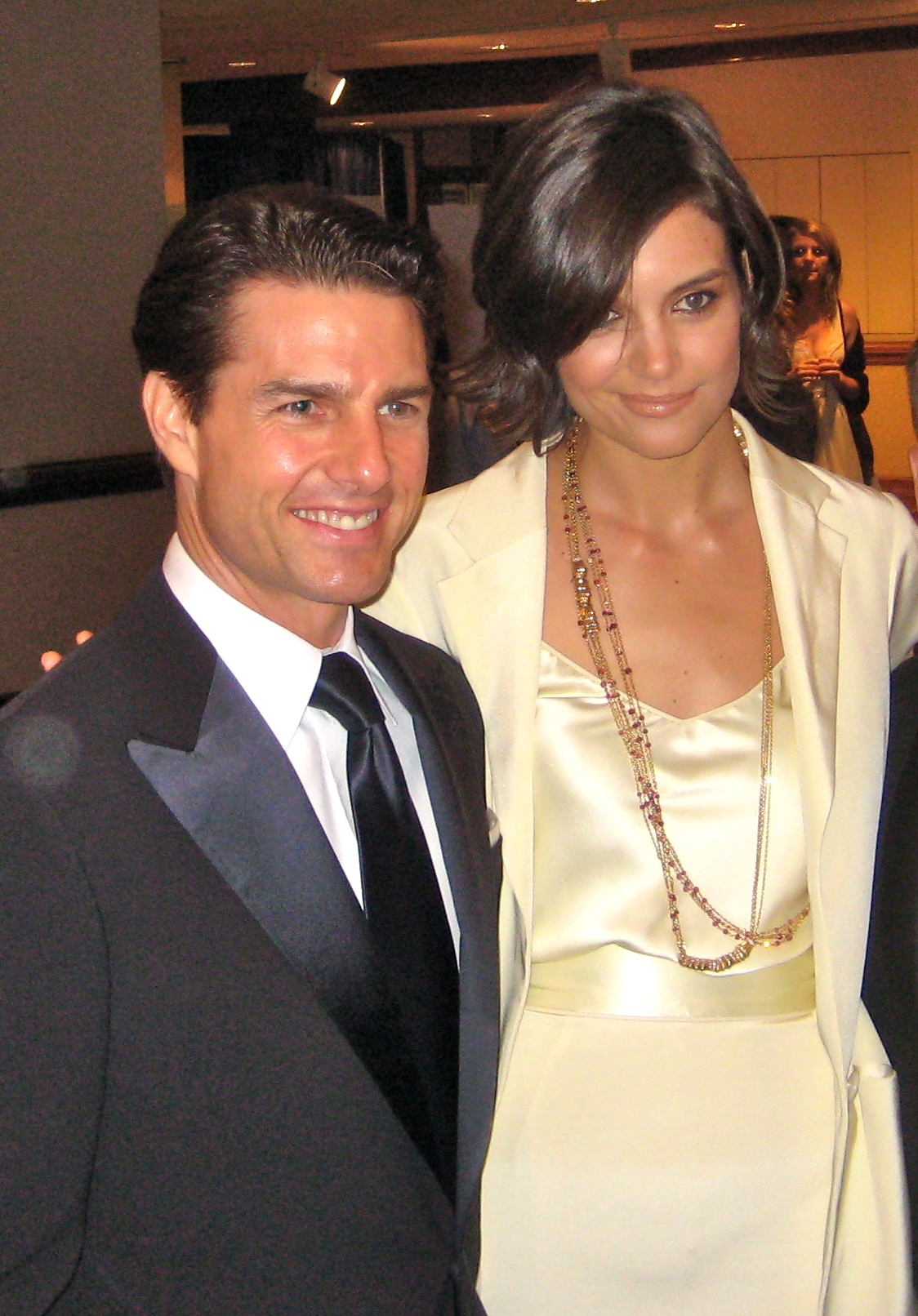
Cruise und Holmes (2009)

Einige Wochen später, im April 2005, begann sie eine Beziehung mit dem 16 Jahre älteren Schauspieler Tom Cruise. Im Juni 2005, zwei Monate nachdem sich die beiden kennengelernt hatten, machte Cruise ihr einen Heiratsantrag. Zu Beginn der Beziehung wurde vielfach darüber spekuliert, ob die Beziehung nur für Promotionszwecke inszeniert worden sei. 
Später wurde Holmes dafür kritisiert, dass sie den Glauben ihres Verlobten und späteren Ehemanns annahm, der bekennender Scientologe ist. Am 18. April 2006 wurde in Los Angeles ihre gemeinsame Tochter geboren. Ihre Hochzeit fand am 18. November 2006 im italienischen Bracciano im Castello Orsini-Odescalchi statt. Die Eheschließung wurde nach einem Scientology-Ritus abgehalten.
Im Juni 2012 beantragte Holmes die Scheidung und das alleinige Sorgerecht für die gemeinsame Tochter. Nach Auskunft von Holmes‘ Anwalt Jonathan Wolfe einigten sich beide im Juli 2012 auf eine Scheidung und Cruises Kontakt zur gemeinsamen Tochter. Die Trennung des Hollywood-Paars wurde von großem Interesse und Spekulationen in den Medien begleitet.
Indizien sprechen dafür, dass sich Holmes inzwischen wieder zur römisch-katholischen Kirche bekennt.
Im Jahr 2017 wurde öffentlich, dass Holmes mit dem Schauspieler Jamie Foxx liiert ist. Erste Gerüchte hierüber waren bereits 2013 zu hören gewesen, wurden jedoch dementiert, vermutlich weil eine Klausel im Scheidungsvertrag eine öffentliche Beziehung für fünf Jahre verboten hatte. Im August 2019 wurde ihre Trennung bekannt.

## Filmografie (Auswahl)
- 1997: Der Eissturm (The Ice Storm)
- 1998–2003: Dawson’s Creek (Fernsehserie, 128 Episoden)
- 1998: Dich kriegen wir auch noch! (Disturbing Behavior)
- 1999: Go! Das Leben beginnt erst um 3.00 Uhr morgens (Go)
- 1999: Tötet Mrs. Tingle! (Teaching Mrs. Tingle)
- 1999: Muppets aus dem All (Muppets from Space)
- 2000: The Gift – Die dunkle Gabe (The Gift)
- 2000: Die WonderBoys (Wonder Boys)
- 2002: Abandon – Ein mörderisches Spiel (Abandon)
- 2003: The Singing Detective
- 2003: Nicht auflegen! (Phone Booth)
- 2003: Pieces of April – Ein Tag mit April Burns (Pieces of April)
- 2004: First Daughter – Date mit Hindernissen (First Daughter)
- 2005: Batman Begins
- 2005: Thank You for Smoking
- 2008: Mad Money
- 2008: Eli Stone (Fernsehserie, Episode 2x02)
- 2010: Der letzte Gentleman (The Extra Man)
- 2010: The Romantics
- 2011: Ein Cop mit dunkler Vergangenheit – The Son of No One (The Son of No One)
- 2011: Die Kennedys (The Kennedys, Miniserie, 8 Episoden)
- 2011: Jack und Jill (Jack and Jill)
- 2011: Don’t Be Afraid of the Dark
- 2011–2013: How I Met Your Mother (Fernsehserie, 2 Episoden)
- 2013: Fußball – Großes Spiel mit kleinen Helden (Metegol, Sprechrolle)
- 2014: Days and Nights
- 2014: Miss Meadows – Rache ist süß (Miss Meadows)
- 2014: Hüter der Erinnerung – The Giver (The Giver)
- 2015: Die Frau in Gold (Woman in Gold)
- 2015: Touched with Fire
- 2015: Ray Donovan (Fernsehserie, 11 Episoden)
- 2016: Alles was wir hatten (All We Had auch Regie und Produktion)
- 2017: Die Kennedys: After Camelot (The Kennedys: After Camelot, Miniserie)
- 2017: Lieber Diktator (Dear Dictator)
- 2017: Logan Lucky
- 2018: Ocean’s 8
- 2019: The Last Note – Sinfonie des Lebens (Coda)
- 2020: Brahms: The Boy II (The Boy II)
- 2020: The Secret – Traue dich zu träumen (The Secret: Dare to Dream)
- 2022: Allein mit dir (Alone Together, auch Drehbuch, Regie und Produktion)
- 2023: Rare Objects (auch Drehbuch, Regie und Produktion)
- 2025: Poker Face (Fernsehserie, Episode 2x02)

### Musikvideos
- 1998: The Flys: Got You (Where I Want You)
- 1999: Eve 6: Tongue Tied

## Theater
- 2008: All My Sons[14]
- 2012: Dead Accounts[15]
- 2023: The Wanderers[16]
- 2024: Unsere kleine Stadt (Our Town)[17]

## Auszeichnungen (Auswahl)
- 2005: Nummer 38 der „50 Sexiest Stars of All Time“ gemäß TV Guide.[18]
- 2011: Women in Film Max Mara Face of the Future Award.[19]

MTV Movie Awards
- 1999: Beste "Breakthrough-Performance" für Dich kriegen wir auch noch!
- 2000: Nominiert für Bester Kuss (mit Barry Watson) für Tötet Mrs. Tingle

Saturn Awards
- 1999: Nominiert als Beste junge Darstellerin für Dich kriegen wir auch noch!
- 2006: Nominiert als Beste Nebendarstellerin für Batman Begins

Goldene Himbeere
- 2006: Nervendste Zielscheibe der Klatschpresse für Tom Cruise, Katie Holmes, Oprah Winfreys Couch, der Eiffelturm & „Tom’s Baby“
- 2006: Nominiert als Schlechteste Nebendarstellerin in Batman Begins
- 2012: Nominiert als Schlechteste Nebendarstellerin in Jack und Jill
- 2012: Schlechtestes Leinwandpaar (zusammen mit Adam Sandler und Al Pacino) für Jack und Jill
- 2021: Nominiert als Schlechteste Schauspielerin in Brahms: The Boy II und The Secret - Traue dich zu träumen